# Beretta AL 391 tecknys
Le Beretta AL 391 Tecknys est un fusil de chasse fabriqué en Italie, par la célèbre marque Fabbrica d'Armi Pietro Beretta, l'une des principales fabriques d'armes du pays, à partir de 1999. 

## Présentation
Pour prolonger sa durée de vie, toutes les parties du Tecknys qui sont en contact avec le gaz ou qui risquent la corrosion sont fabriquées en acier inoxydable ou soumises à des traitements spéciaux. De même, pour prévenir la corrosion, le canon a un revêtement de carbone.
Le nouveau « X-Tra Wood 'arrivée » garantit un look de première classe et une imperméabilité totale. Le laser damiers est agréable à l'œil et les garanties de l'entreprise sont les mêmes dans des conditions humides. Le coussin ajouté à la crosse de style Gel-Tek réduit le recul tout en gardant le plaisir de la sensation d'un coup de feu.

## La gamme AL-391
Outre la version Tecknys, la gamme Beretta comprend les AL391 Urika et A391 Xtrema.